# مراحل نمو الأنا وفقا لليفينجر
مراحل نمو الأنا هو مفهوم اقترحته عالمة النفس التنموية جين ليفينجر، ووضعت عنه نظرية مبنية على أساس النموذج النفسي الاجتماعي الذي طوره إريك إريكسون وعلى أعمال هاري ستاك سوليفان التي تفترض أن «الأنا تخضع إلى عملية نمو تتألف من عدة مراحل خلال حياة الإنسان كنتيجة للتفاعلات الديناميكية بين النفس الداخلية والبيئة الخارجية». وتساهم نظرية ليفينجر في توضيح مفهوم نمو الأنا بطريقة تتجاوز مفهوم نظرية السمات وتتعامل مع الشخصية ككيان واحد ذي معنى.

## تطور المفهوم
اخترعت ليفينجر نظامًا يصف مراحل نمو الأنا يتشابه إلى حد كبير مع وصف تطور السلوك الأخلاقي لكنه أوسع منه في النطاق ويعتمد على طرق الدراسة التجريبية. ابتكرت ليفينجر اختبارًا موضوعيًا لقياس موقف الأمهات تجاه المشاكل العائلية، وأطلقت عليه اسم مقياس مشاكل العائلة. رغم أن هذا الاختبار لم يعطِ النتائج المتوقعة منه في البداية، لكن ليفينجر لاحظت تشابهًا قويًا بين أيدولوجيا العائلة السلطوية ومفهوم الشخصية السلطوية الذي طُور على يد علماء جامعة كاليفورنيا في بيركلي في أوائل الستينيات. لاحظت ليفينجر أن النساء اللاتي ينتمين إلى حافتي مقياس السلطوية (أي اللاتي يتخذن موقفًا متطرفًا تجاه السلطة سواء بالسلب أو الإيجاب) يَمِلن أيضًا إلى ارتكاب تصرفات غير ناضجة بشكل متطرف. فمثل أولئك النساء يوافقن على العبارة القائلة: «يجب أن تكون الأم أقرب صديقة لابنتها» وفي ذات الوقت يؤيدن اتباع الأساليب الزجرية. ولاحظت أن الشخصية الليبرالية غير السلطوية ليست نقيضًا للشخصية الخاضعة للسلطة، بل إن اللامعيارية (أسلوب اجتماعي فوضوي ومتفكك) هي نقيض السلطوية المتطرفة، ما يشير إلى وجود علاقة منحنية لا خطية.
افترضت ليفينجر أن تلك النتائج تعود في سببها إلى أن مقياس العائلة السلطوية يقيس مدى الامتثال للسلطة فقط؛ إذ إن السلطوية مفهوم شامل يؤثر على بقية المفاهيم المجردة التي كانت تحاول قياسها. وتمكنت من تطوير مفهوم نمو الأنا عن طريق التوفيق بين أعمالها النظرية وبين مفهوم متسلسلة نضج العلاقات الشخصية الذي طوره كلًا من سوليفان وجرانت. طورت ليفينجر لاحقًا اختبار جامعة واشنطن لاستكمال الجمل، وهو يمثل الطريقة الأساسية في تحديد مرحلة نمو الأنا على مقياسها الخاص.

## المراحل
تعاملت ليفينجر مع الأنا بصفتها عملية تتجلى على عدة مراحل لا بصفتها شيئًا مجردًا، فهي الإطار المرجعي أو العدسة التي يستعين بها المرء في تكوين تصوره عن الواقع وتأويله. وذلك يشمل السيطرة على الدوافع وتطور الشخصية مع تطور التعاملات الشخصية والانشغالات الإدراكية مثل مفهوم الذات عن نفسها. في عام 1958، افترض سوليفان وجود أربع مراحل من عملية «نمو العلاقات بين الأشخاص وتكاملها»: الشخصية الاندفاعية، والامتثالية، والواعية، والقائمة بذاتها. واستندت ليفينجر على هذا الإطار النظري في استكمال تطوير نموذج تنموي يحتوي على تسع مراحل متسلسة؛ كل واحدة منهن تمثل طريقة تصور الذات عن مكانها في الواقع بطريقة أكثر تعقيدًا من سابقتها. تزود كل مرحلة صاحبها بإطار مرجعي يسمح للمرء بتنظيم تجاربه الحياتية وصياغة تعريف واضح لها. ونظرًا إلى أن كل مرحلة من مراحل تطور الأنا تعتمد على سابقتها وتتكامل معها، فلا يمكن للمرء أن يتخطى مرحلة معينة دون أن يمر بها.
ناقشت ليفينجر إمكانية ظهور مرحلة في خلال حياة الإنسان البالغ يظهر فيها إحساس المرء بالوعي الذاتي بطريقة تمكنه من تمييز أوجه التضارب بين الأعراف المجتمعية وسلوكه الخاص. فبعض الناس يصل إلى مرحلة يتوقف عندها نمو الوعي الذاتي ولا يُستأنف، أما البعض الآخر فيستكمل مراحل تكامل الأنا ومفاضلتها. افترضت ليفينجر وجود ثماني مراحل لنمو الأنا أو تسعة، ومن بينها ست مراحل تقع خلال فترة البلوغ: مرحلة الامتثال، والامتثال الواعي، والوعي أو يقظة الضمير، والفردية، والاستقلالية، والتكامل. وترى ليفينجر أن معظم البالغين يصلون إلى مستوى الامتثال الواعي.

### المرحلة الاندفاعية
في هذه المرحلة، يتمسك الطفل بإحساسه الذاتي المتنامي، ويرى العالم من منظور يتمحور حول ذاته. فالأطفال لا ينشغلون بشيء سوى دوافعهم البدنية، وتحديدًا الدوافع العدوانية والجنسية (بحسب السن). لا يكترث الأطفال بشيء سوى اللحظة الحاضرة، ولا يرون العالم سوى من منظور كيفية تأثير الأشياء عليهم فقط. ترسّخ الدوافع إحساس الذات عند الطفل ولكنها مقيدة بالبيئة المحيطة. فعندما يرضخ أحد ما لرغبات الطفل فهو شخص جيد من منظوره، وعندما يرفض رغباته فهو شخص سيئ (وفي العادة قد يؤدي ذلك إلى فعل انتقامي عفوي مثل الجري بعيدًا أو الجري صوب المنزل). ولا يرى الطفل من الفعل التأديبي إلا مزيدًا من التقييد. ومن وجهة نظر الطفل فإن المكافأة والعقاب يعنيان أن شخصًا ما يعامله بلطف أو بقسوة على الترتيب. وتتمثل رغبات الطفل ومشاعره في أشكال جسدية فقط في معظم الأوقات، وفي تلك المرحلة يوجه الطفل تركيزه بشكل استثنائي نحو الحاضر عوضًا عن الماضي أو المستقبل.

### مرحلة الدفاع عن الذات
مرحلة الدفاع عن الذات هي أول خطوة نحو التحكم الذاتي في الدوافع والغرائز. وفي تلك المرحلة يدرك الإنسان مفهوم الذنب وتحمل المسؤولية، ولكنه لا يتحمل المسؤولية على عاتقه بل يلقي بها على عوامل خارجية أو على غيره من الناس. وفي تلك المرحلة يتوق الطفل إلى نظام أخلاقي ثابت وصارم. وإذا ظل الإنسان على تلك الحال، فمن المحتمل أن يتحول هذا الطفل المتقدم في السن أو البالغ إلى إنسان انتهازي مخادع مهووس بالسيطرة. فرغم وصول هذا الإنسان إلى درجة من درجات الترابط الفكري فإن منظومته الأخلاقية تتلخص في ترقب المكافآت والخوف من العقاب (أي أنه على استعداد لارتكاب الإثم طالما استطاع الإفلات من العقاب).

### مرحلة الامتثال
مع اقتراب عمر الدخول إلى المدرسة، يتقدم معظم الأطفال إلى المرحلة التالية؛ الامتثال. وفي تلك المرحلة يدرك الأفراد أن عليهم الامتثال إلى القواعد والأعراف المجتمعية مثل غيرهم. وتصف ليفينجر تلك المرحلة بأنها تتميز بأنقى أشكال البساطة الإدراكية: فالبشر يلتزمون بالطرق الصحيحة ويتجنبون الطرق الخاطئة، وتلك القواعد تنتطبق على جميع الناس أو على فئة واسعة من الناس بنفس الكيفية. ومن أحد الأمثلة على التزام الأطفال بقواعد جماعة معينة من الناس هو الانتماء الجنسي: انتماء الأولاد لجماعة الأولاد والبنات لجماعة البنات. إذ يبذل كل فرد قصارى جهده في الحفاظ على انتماءه إلى مجموعاته الخاصة ومحاولة نيل رضاهم. وفي تلك المرحلة يحكم الطفل على أفعاله من منظور خارجي لا استنادًا على نواياه، ويقدر الطفل إحساس انتماءه إلى الجماعة (سواء كانت العائلة أو جماعة الأقران) بشكل استثنائي. يبدأ الطفل في مواءمة مصالحه مع مصالح جماعته، ويتطور بداخله خوف من عدم رضا الجماعة عنه إلى جانب خوفه من التعرض للعقاب. ولكن ما يزال الطفل عاجزًا عن تمييز القواعد والأعراف. رغم أن الشخص الممتثل يثق بأعضاء جماعته، فإن تعريفه عن الجماعة ضيق ومحدود، وهو يرفض كل الخارجين عن جماعته، وتتكون لديه صورة نمطية عن أدوار الأفراد بناءً على استحسان المجتمع لهم.

### مرحلة الوعي الذاتي
ترى ليفينجر أن الإنسان الذي يصل إلى مرحلة الوعي الذاتي (أو مرحلة الامتثال الواعي) يمثل نموذج الإنسان البالغ في المجتمع، وترى أيضًا أنه نادرًا ما يجتاز أحدهم تلك المرحلة قبل بلوغه سن الخامسة والعشرين. وتتسم تلك المرحلة بخاصيتين: تحسن الوعي الذاتي والقدرة على تصور عدة احتمالات لنفس المواقف، وهي مرحلة مستقرة في حياة البالغين تتميز بتطور إحساس بدائي بالوعي الذاتي ونقد الذات. لكن تمسك النفس بالأعراف والوفاء بالتطلعات تبين الطبيعة الانتقالية لتلك التصورات، فهي تقع في منتصف الطريق بين قوالب الجماعة النمطية التي يتمسك بها الممتثل وتقدير الاختلافات الفردية على مستويات أعلى. وهي ترى أن تلك المرحلة تنمي اهتمامًا عميقًا بالعلاقات الشخصية.

### مرحلة الضمير اليقظ
في هذه المرحلة، تكتمل عملية تكوين منظومة القواعد الداخلية مع الأخذ بعين الاعتبار وجود بعض الاستثناءات والشكوك. يحدد الإنسان أهدافه ومثالياته، ويتولد بداخله إحساس جديد بالمسؤولية: الإحساس بالذنب الناتج عن إيذاء الأخرين لا نتيجة مخالفة القواعد. تتزن النزعة نحو رؤية الأشياء من منظور اجتماعي مع تصور الذات عن نفسها من منظور خارج الجماعة، ولكن من ناحية أخرى، ينتج عن ذلك رؤية الأشخاص بأسلوب واقعي أكثر يتضمن المزيد من التعقيدات والتفاصيل الدقيقة. تختار النفس معاييرها بذاتها وتميزها عن الآداب العامة، إذ ترى الأشخاص من ناحية نواياهم ودوافعهم لا أفعالهم فقط. ويرى الإنسان الواعي أن الحياة هي عبارة عن سلسلة من الاختيارات، إذ يتحكم البشر في مصائرهم بأيديهم، وهو يتطلع إلى تحقيق ذاته والوفاء بتطلعاته مع العلم أن الحياة تكتنفها المصاعب.

### مرحلة الفردية
في خلال هذه المرحلة، يُظهر المرء احترامًا للاختلافات الفردية والعلاقات الشخصية. وعن ذلك تقول ليفينجر: «حتى يصل الإنسان إلى تلك المرحلة، لا بد أن يكون متسامحًا مع نفسه ومع الآخرين احترامًا للاختلافات الفردية وتعقيدات المواقف الإنسانية». وتتميز الأنا الفردية بالتسامح مع استقلالية الفرد والآخرين واحترامها. ويشرع المرء في النأي عن هويات الأدوار، واستبدال الأحكام الأخلاقية بمراعاة الصراع الداخلي، وتتميز تلك المرحلة بزيادة إحساس الفرد بالفردية وانشغاله بالاعتمادية العاطفية. تتضارب التجارب الذاتية مع الحقائق الموضوعية، ويتباين الواقع الداخلي مع المظهر الخارجي. ويقترن اهتمام المرء المتزايد بالسببية النفسية والنمو النفسي بشكل وثيق مع زيادة تعقيد تصورات المرء عن التفاعلات الشخصية.